# Łukasz Borkowski (gimnastyk)
Łukasz Borkowski (ur. w 1993 r. w Gdańsku) – polski gimnastyk występujący w gimnastyce sportowej, reprezentant Polski na Igrzyskach Europejskich 2015.
W 2014 roku na mistrzostwach Europy w Sofii doznał poważnej kontuzji stawu skokowego.
Razem ma pięcioro rodzeństwa. Jego siostra, Agata, jest pływaczką na poziomie narodowym, a młodszy brat, Igor – gimnastykiem. W 2014 roku jego rodzina wzięła udział w programie Bitwa o dom.